# ترشک میشی
ترشک میشی، میش ترشک (نام علمی: Rumex acetosella) نام یک گونه از سرده ترشک است.